# Anstalt
L 'Anstalt (in tedesco: "istituto") è un istituto giuridico peculiare dell'ordinamento del Liechtenstein, consistente nell'attribuzione della personalità giuridica ad un patrimonio. La particolarità di questo istituto, assimilabile alla fondazione, sta nel fatto che il soggetto di diritto così creato può svolgere qualsiasi tipo di attività, anche con scopo di lucro, scopo che è invece precluso alle fondazioni nella generalità degli ordinamenti (lo stesso ordinamento del Liechtenstein prevede anche una forma di  fondazione, lo Stiftung, senza scopo di lucro).
L'Anstalt, che deve avere un capitale minimo di 30.000 franchi svizzeri, viene costituito dal fondatore (Gründer) o da una pluralità di fondatori depositando presso il Pubblico Registro lo statuto, contenente le norme sul suo funzionamento; tuttavia le norme sulla distribuzione degli utili e l'indicazione del beneficiario, che può non coincidere con il fondatore, possono essere inserite in un separato statuto complementare, non soggetto ad alcuna forma di pubblicità. I fondatori possono essere una o più persone fisiche o giuridiche di qualunque nazionalità; possono rimanere nell'anonimato facendosi rappresentare da un fiduciario; non possono cedere in pegno o in garanzia a beneficio di terzi i loro diritti, ma li possono alienare. 
Organo supremo dell'Anstalt è il fondatore o l'assemblea dei fondatori, che nomina gli altri organi, analoghi a quelli delle società per azioni: consiglio di amministrazione, rappresentante legale e, se l'Anstalt svolge attività commerciale, revisore dei conti. Il rappresentante legale e uno dei membri del consiglio di amministrazione devono essere residenti nel Principato del Liechtenstein ed essere abilitati; a detto membro del consiglio è affidata la gestione amministrativa e contabile dell'ente. Se l'Anstalt svolge attività commerciale sussiste l'obbligo di presentare il bilancio; se, invece, non svolge attività commerciale, è sufficiente la presentazione di un rendiconto delle attività, che ne comprovi la liceità.
La flessibilità della disciplina, la ridotta onerosità della costituzione, il trattamento fiscale molto favorevole e la possibilità di assicurare l'anonimato a fondatori e beneficiari hanno fatto dell'Anstalt un istituto molto utilizzato da cittadini e società di altri paesi, ivi compresa l'Italia, non solo per limitare la loro responsabilità patrimoniale (giacché l'Anstalt risponde dei debiti solo con il proprio patrimonio che, come si è visto, può essere piuttosto modesto) ma anche per occultare propri beni o sottrarsi agli obblighi fiscali. Non è raro, quindi, trovare un Anstalt al vertice di holding che operano al di fuori del Liechtenstein.
Per quel che riguarda l'ordinamento italiano, la Corte di cassazione ritiene che l'Anstalt possa operare nello stesso e che sia assoggettabile alla disciplina delle società per azioni con unico socio, contenuta nell'art. 2362 del codice civile.